# Верещовка (деревня)
Верещо́вка (Верещёвка) — деревня в Дятьковском районе Брянской области, в составе Дятьковского городского поселения. Расположена на одноимённой реке (правый приток Болвы), в 8 км к северу от города Дятьково. Население — 13 человек (2010).
Основана в первой половине XIX века; бывшее владение Мальцовых. Входила в приход села Дятькова; с 1889 работала церковно-приходская школа. С 1861 по 1929 в Дятьковской волости Брянского (с 1921 — Бежицкого) уезда. До 1959 — центр Верещовского сельсовета; в 1959—1967 в Большежуковском, в 1967—2005 в Псурском сельсовете.
В 2 км к северо-востоку от деревни — железнодорожная платформа Верещёвка (на линии Брянск—Фаянсовая).
| Годы      | 1866 | 1926 | 1979 | 1989 | 1999 | 2002 | 2010 |
| --------- | ---- | ---- | ---- | ---- | ---- | ---- | ---- |
| Население | 148  | 801  | 83   | 41   | 29   | 23   | 13   |